# 天窓
天窓（てんまど）とは、建物の屋根部分に取り付けられる窓。採光や換気を目的とする。
「ルーフ・ウィンドウ（=屋根の窓）」、「スカイライト・ウィンドウ（=天光の窓）」「トップライト（=天頂部の明かり）」とも呼ばれる。中国語では「天窗」と表記するが、「天井」という語で天窓を意味する場合がある。

## 天窓の機能
天窓は屋根面に取り付けられた窓である。
採光のみを目的とするガラスや合成樹脂をはめ殺しにした天窓と、採光と換気・火災が発生した時の排煙の両方を目的とする開閉式天窓がある。降雨時には利用できないが排気窓として利用するには有効である。電動式で開閉できるものもある。また、日射の影響を抑えるためブラインドとセットの天窓もある。なお、吹き抜けの上部・上屋に取り付けられた窓は高窓という。
なお、屋上などで人が出入りする場所に設置する天窓に関しては、鉄筋コンクリートなどの構造と比べて強度が弱い関係もあり、実際に体を載せたりして割れて転落する事故も発生するため、注意を必要とする。

## 歴史
ローマ時代の遺構、パンテオンの天窓は、透明ガラス製の板材が入手できない時代のものであり、採光と換気を目的としてドームの中央部分が「目」のようにぽっかりとあいていて「オクルス」(oculus、「目」という意味)と呼ばれている。
ヨーロッパ建築では、屋根にドーマーやリュカルネなどと呼ばれる小部屋のような空間を設け、垂直な窓をつけて採光、換気に用いるものもある。
また、採光用には鏡やプリズムなども利用して、天窓よりも深い場所まで光を導けるライトチューブなどと呼ぶ集光装置が屋根に取り付けられる例がある。
江戸時代、江戸の長屋の土間の上には開閉式（閉める際は縄を引く）の天窓が設けられていた（限られた空間を利用するために日光を入れる天窓を必要とし、限られた資材で構築されたため、煙突を必要としなかった）。この他、茶室の「突上げ窓」が挙げられる（「窓#窓の分類」も参照）。『世界大百科事典』の突上窓の説明によれば、慶長6年（1601年）に茶人の千道安が突上窓＝天窓を茶室に構築したことが記されている。この他にも、織田信長の弟である有楽斎が元和4年（1618年）に建造した茶室「如庵」にも突上げ窓が確認できる（「如庵」の項目にある写真でも屋根の天窓の確認が可能）。

## ギャラリー

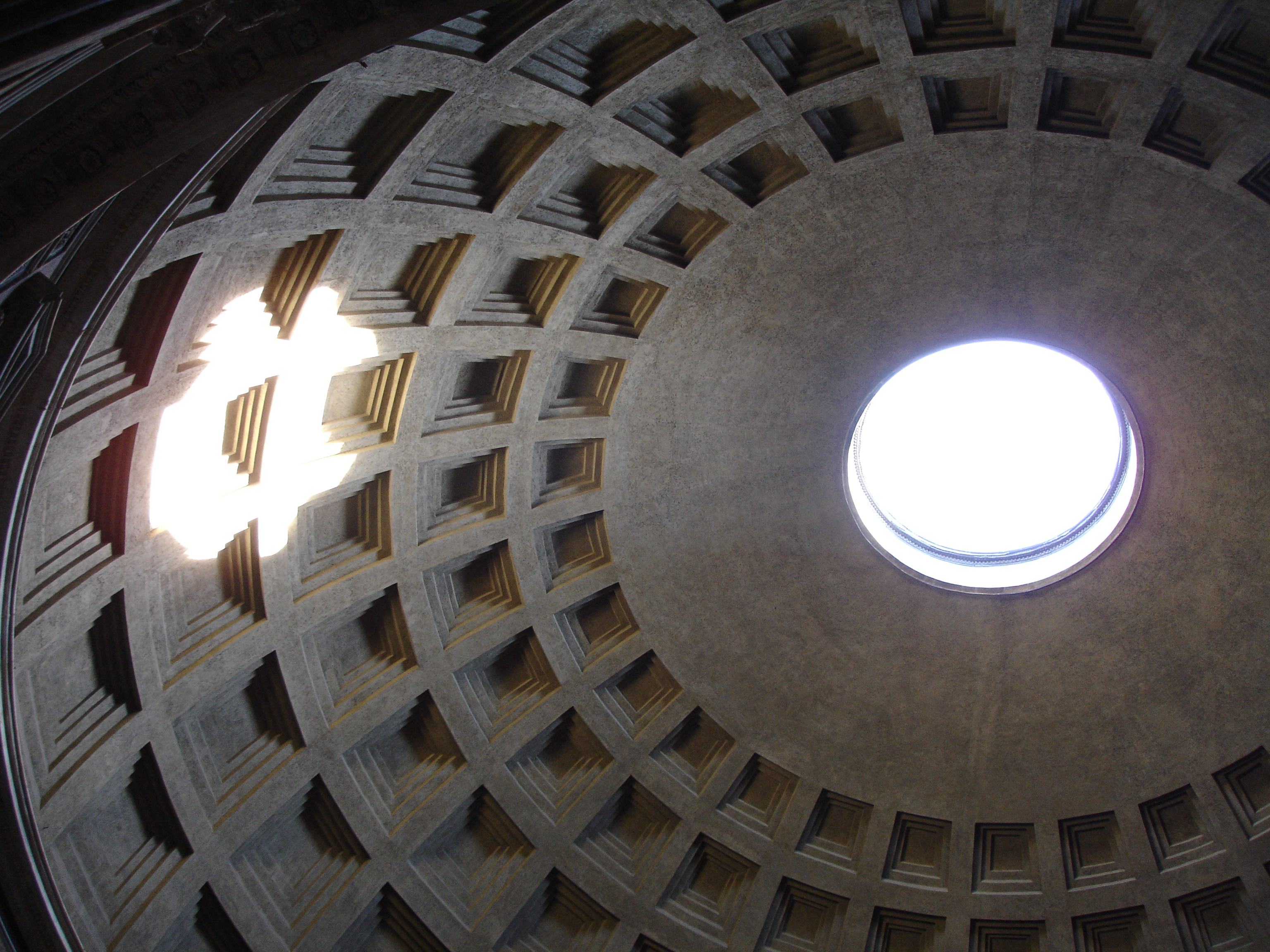
パンテオンのオクルス(oculus) 。青天井である。
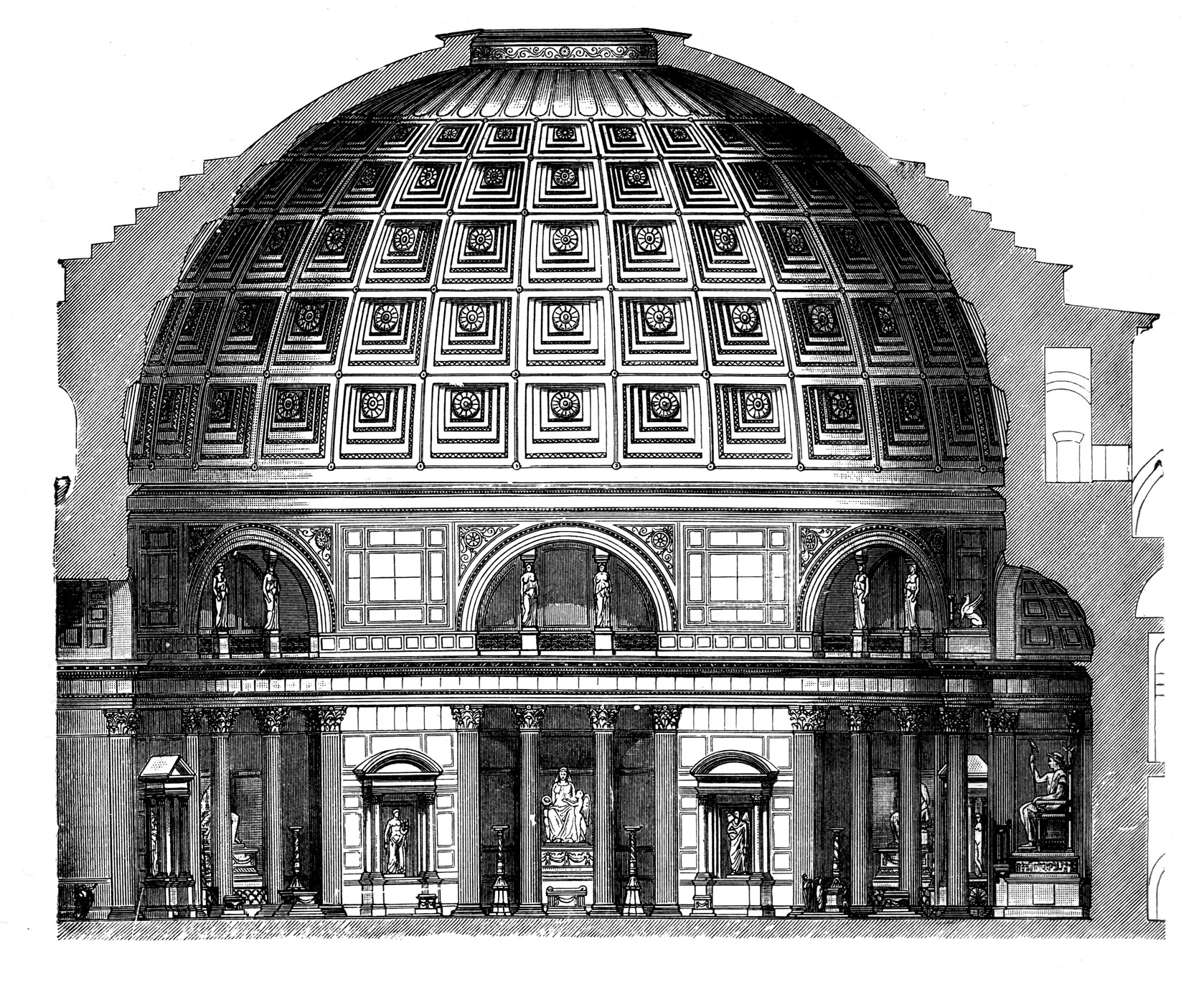
パンテオンのドーム構造（最上部の円形窓がオクルス）
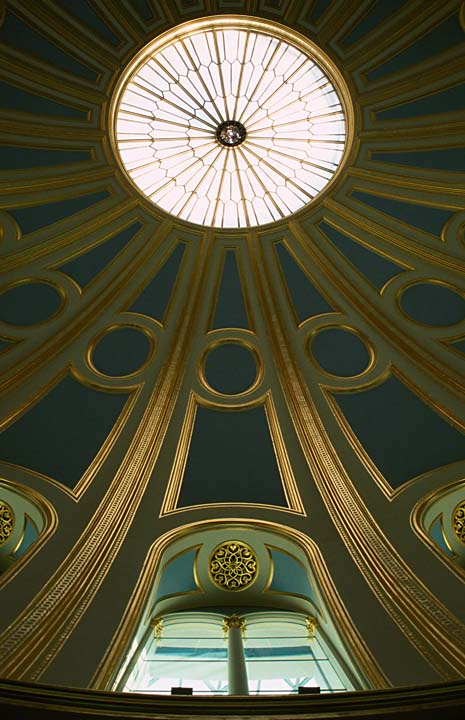
大英博物館読書室の天窓
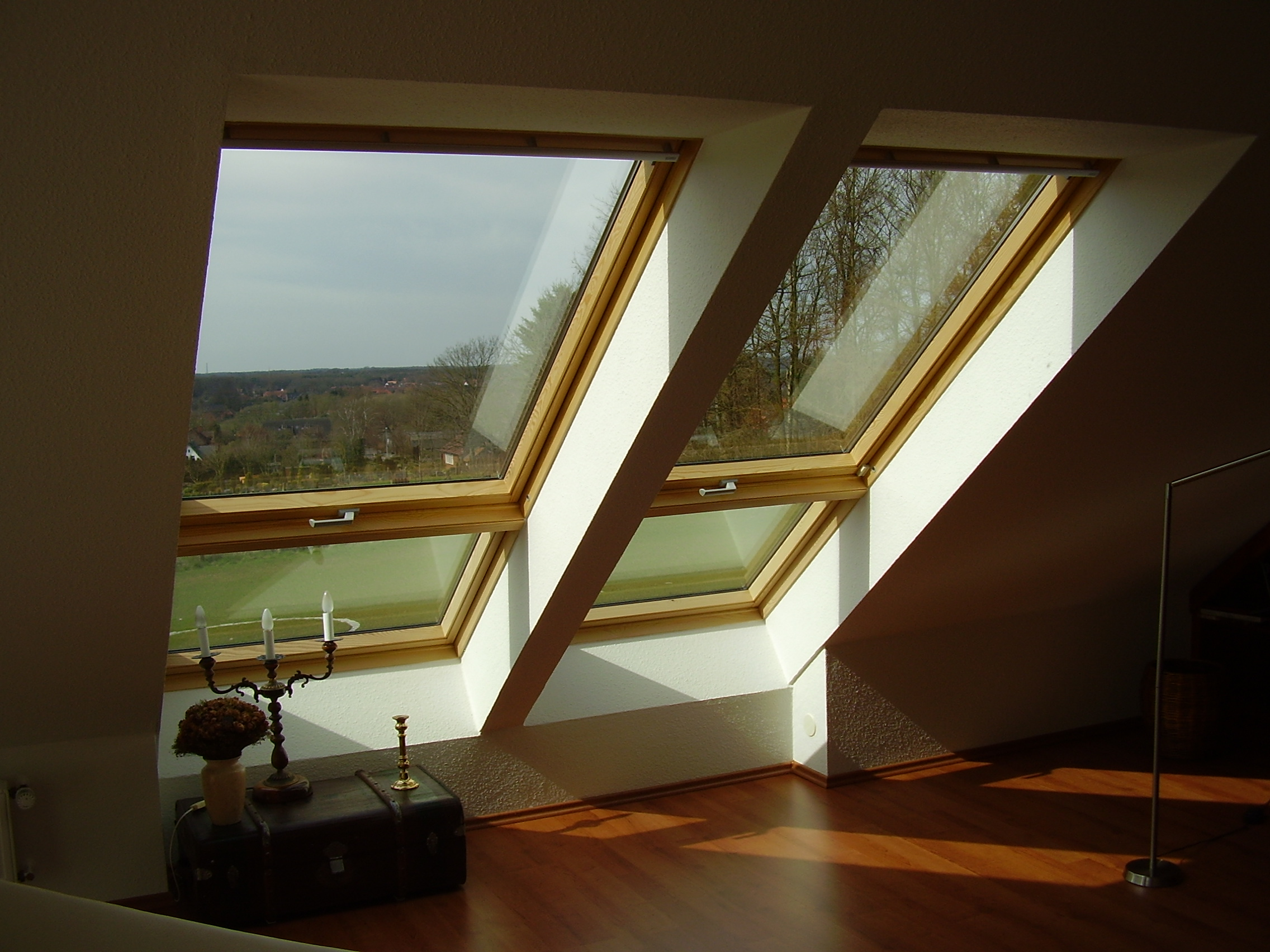
ベルックスの開閉式天窓枠
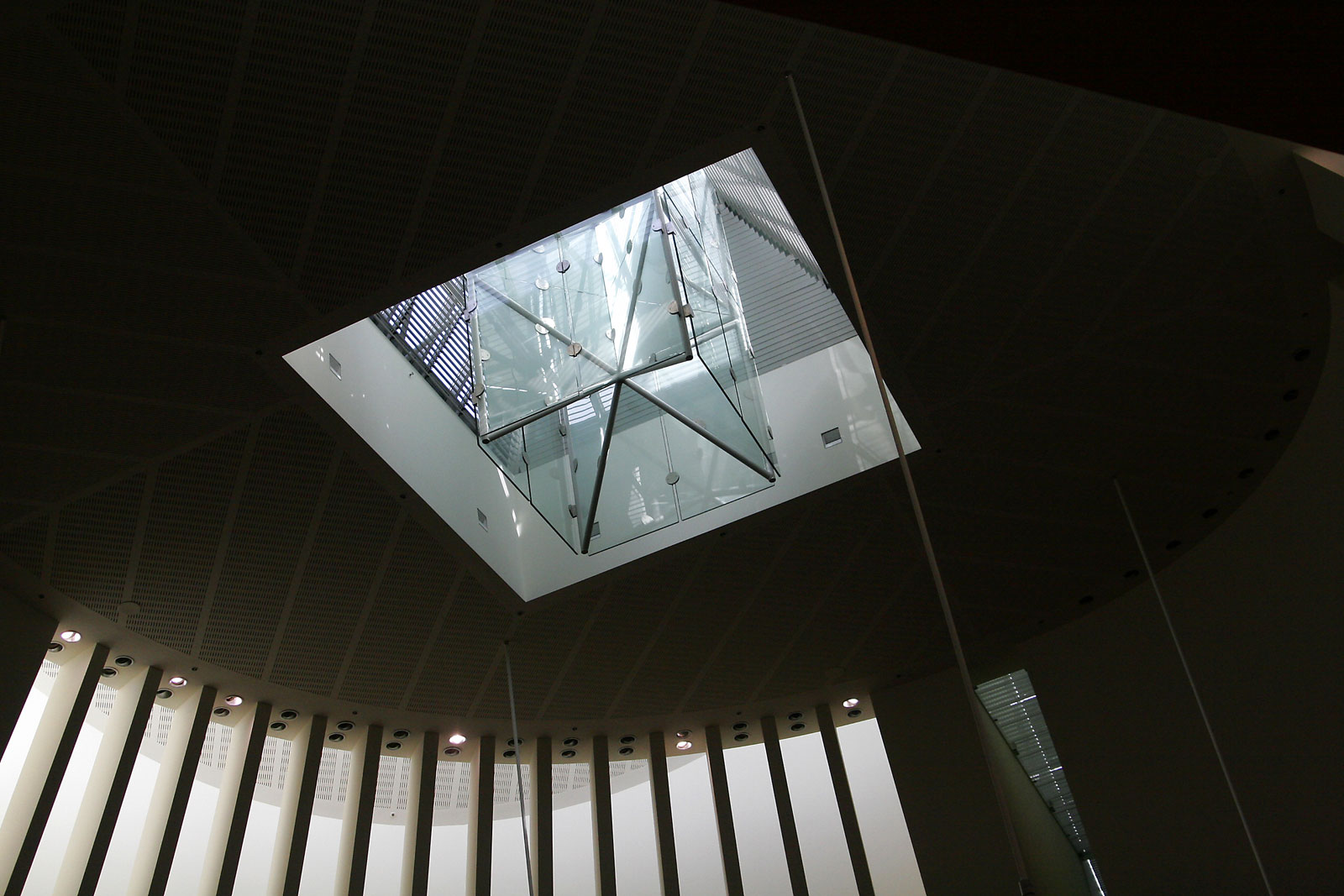
スカイライト
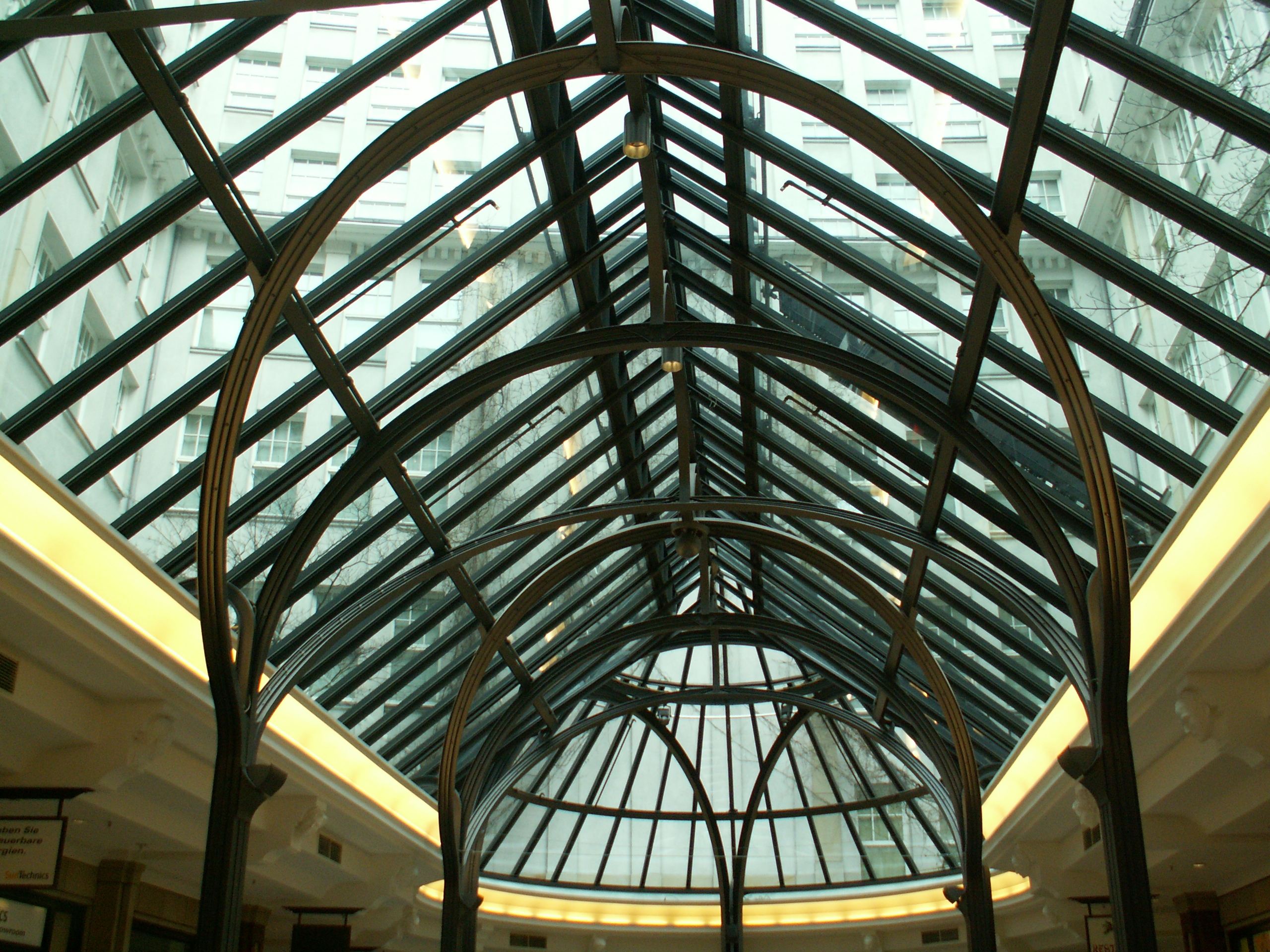
ショッピングモールの天井窓（ドイツ・ハンブルク）
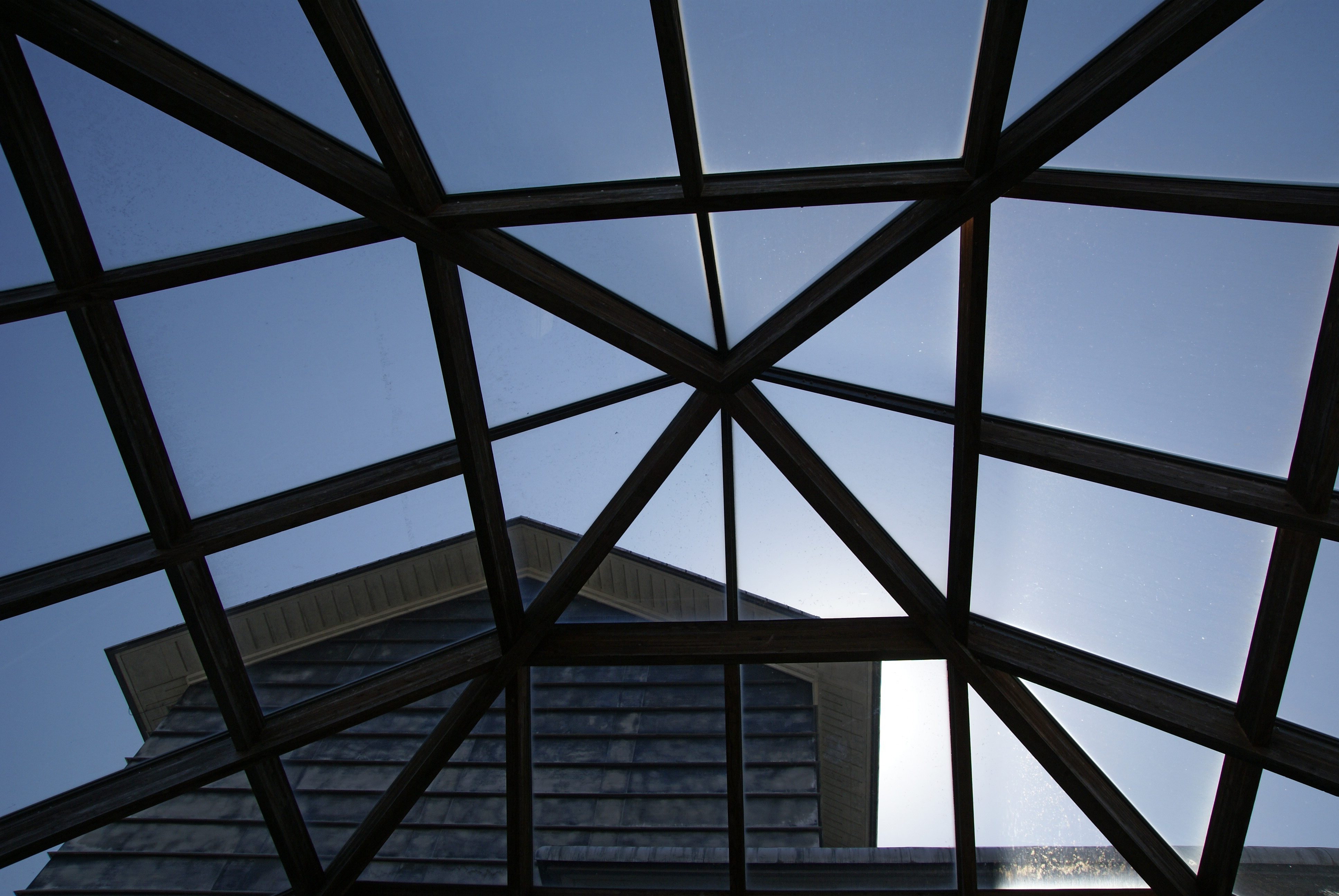
高知県立美術館の天窓
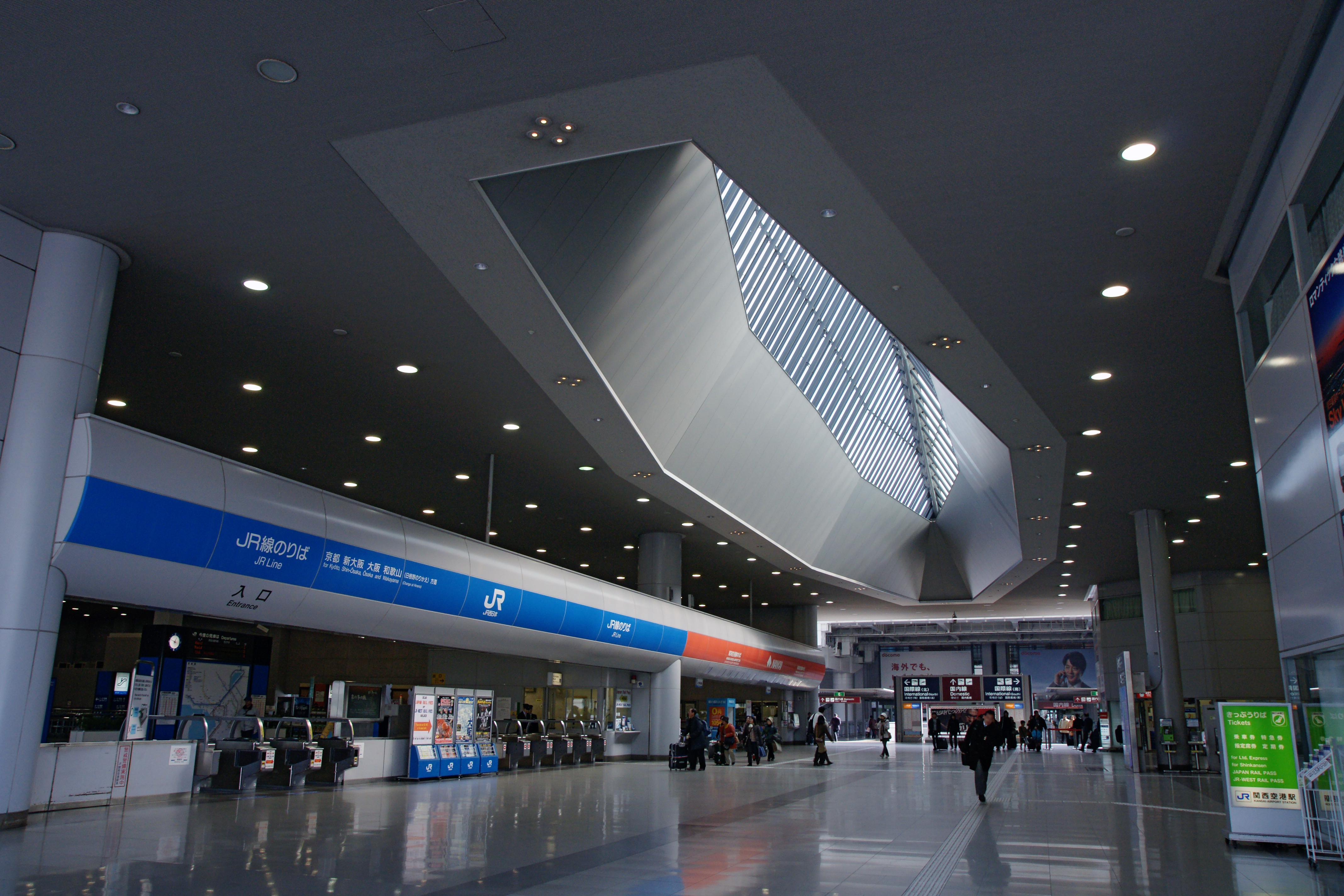
関西空港駅のトップライト
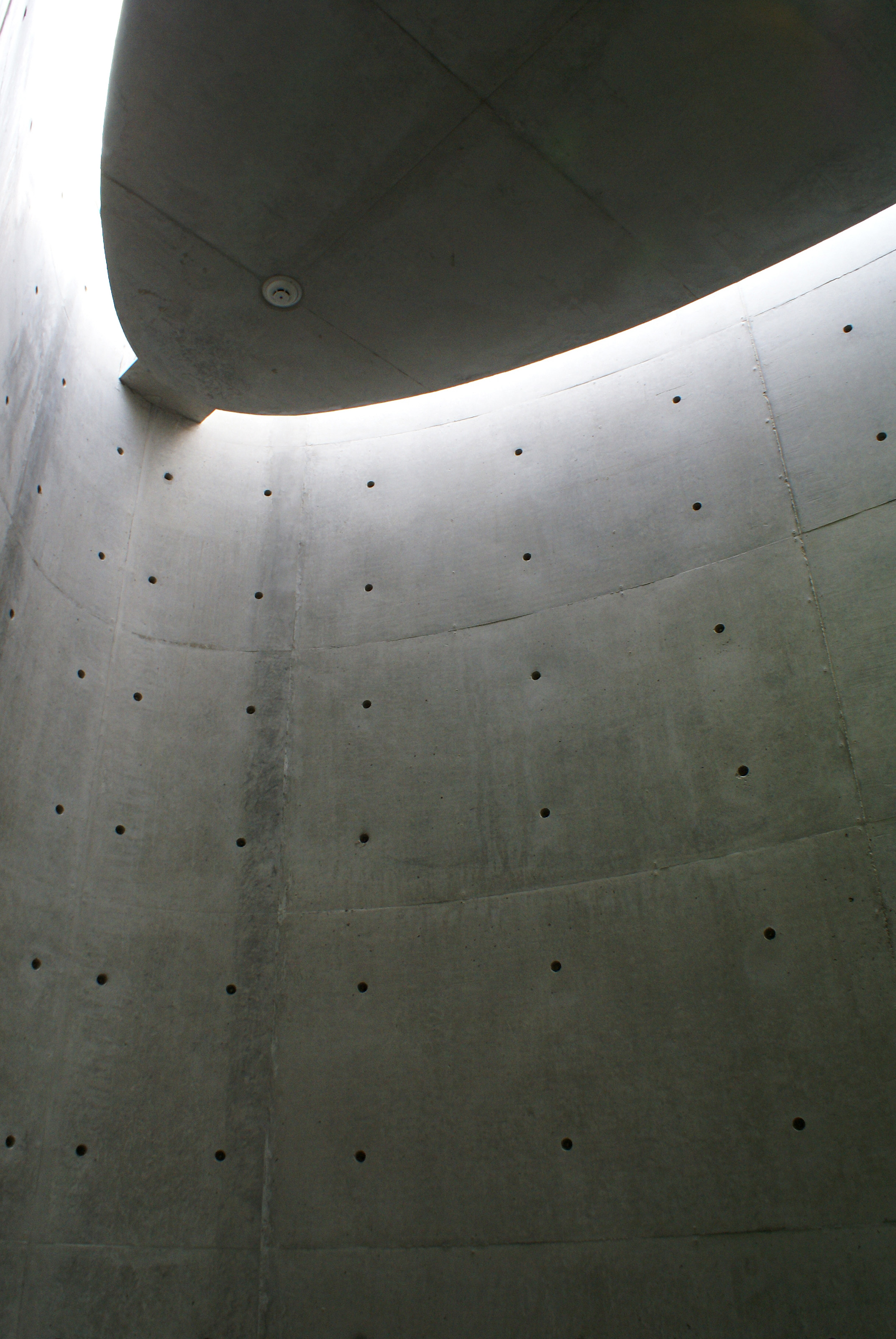
四国村ギャラリーの間接光のトップライト